# Alexander Jerminingeldowitsch Arbusow

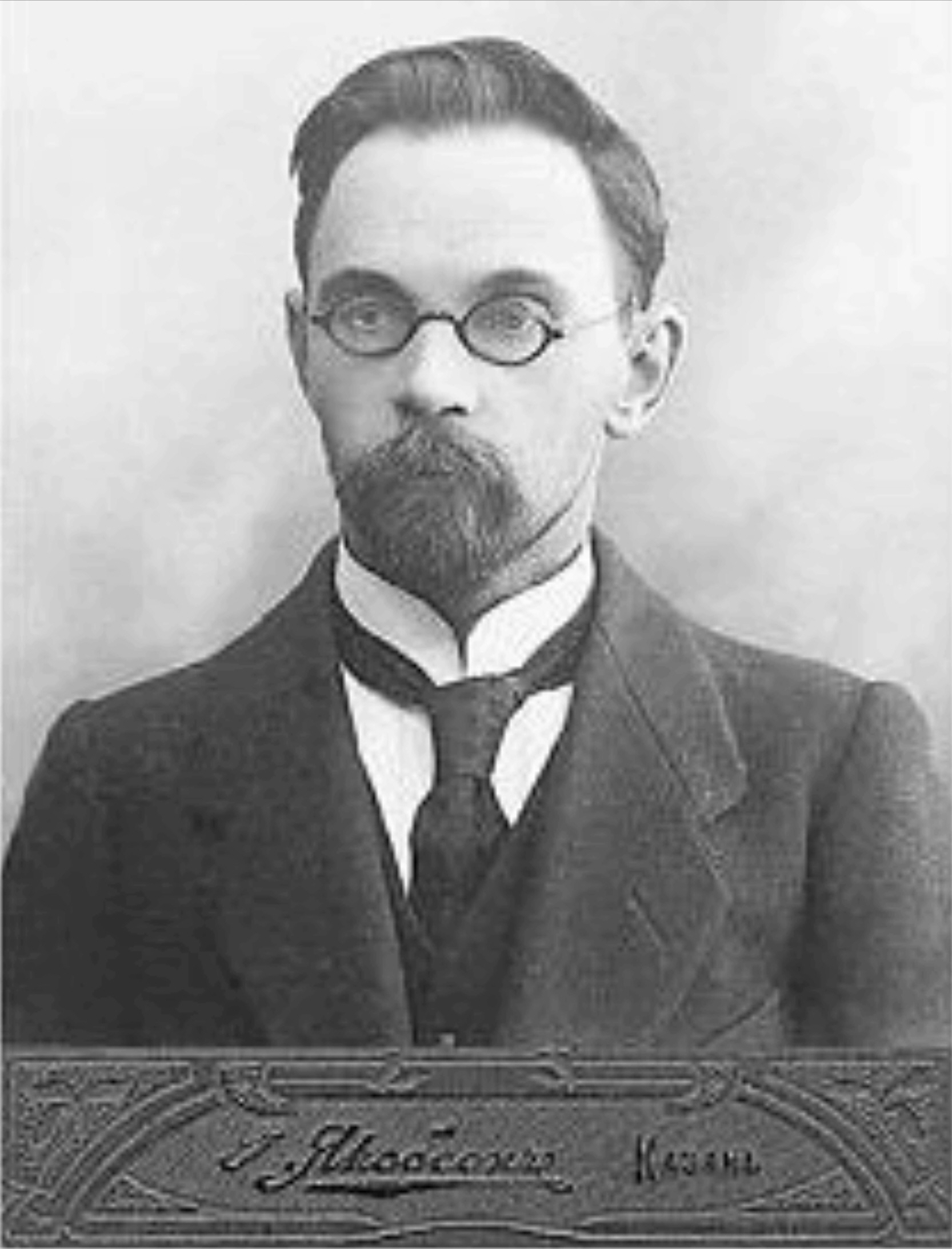
Alexander Arbusow (1914)

Alexander Jerminingeldowitsch Arbusow (russisch Александр Ерминингельдович Арбузов, wiss. Transliteration Aleksandr Erminingel'dovič Arbuzov; * 31. Augustjul. / 12. September 1877greg. in Arbusow-Baran; † 22. Januar 1968 in Kasan) war ein sowjetischer und russischer Chemiker. Er war ein Pionier der Chemie der Organophosphate.

## Leben
1896–1900 studierte Arbusow Chemie an der Universität Kasan unter Alexander Michailowitsch Saizew (1841–1910, Entdecker der Saytzeff-Regel) und war dort anschließend bis 1906 als Assistent für organische Chemie tätig. 1905 erlangte er den Magistertitel für Chemie. Am Forst- und Landwirtschaftlichen Institut in Nowo-Alexandria arbeitete er als Professor 1906 bis 1911. Dann kehrte er zurück nach Kasan, wo er 1914 zum Dr. chem. promoviert wurde. 1911 bis 1930 war er dort Professor für organische Chemie, 1929–1949 war er Direktor des Butlerow-Instituts. Zwischen 1930 und 1962 war er in Kasan Professor mit einem Lehrstuhl für chemische Technologie, ab 1945 war er Direktor des Arbusow-Instituts. 1962 wurde Arbusow an der Universität Kasan emeritiert.

## Wissenschaftliche Bedeutung
Bekannt ist Arbusow durch die nach ihm benannte Arbuzov-Reaktion, auch Michaelis-Arbuzov-Reaktion, die er 1906 entwickelte und die in der organischen Chemie eine wichtige Rolle spielt. Arbuzov synthetisierte – teilweise mit seinem Sohn Boris Aleksandrovič – Ester der Phosphorsäure sowie Thioester der phosphorigen, phosphonigen und phosphinigen Säure. Weiterhin synthetisierte er Verbindungen, die Phosphor-Kohlenstoff-Bindungen enthalten. Diese Verbindungsklassen erlangten breite praktische Anwendung als Insektizide. Die Herstellung mesomeriestabilisierter Radikale vom Triarylmethantyp zählte ebenfalls zum Forschungsgegenstand der Arbeiten von Arbuzov.
Neben seinen wissenschaftlichen Arbeiten schrieb Arbusow 1948 A Brief Sketch of the Development of Organic Chemistry in Russian.

## Auszeichnungen
Arbusow wurde 1943 und 1947 mit dem Stalinpreis ausgezeichnet. Weiterhin trug er den Titel Held der sozialistischen Arbeit und erhielt fünf Leninorden. Seit 1932 war er korrespondierendes und seit 1942 Vollmitglied der Akademie der Wissenschaften der UdSSR.